# Бартновська Юлія Анатоліївна
Юлія Анатоліївна Бартновська (рос. Юлия Анатольевна Бартновская; нар. 25 лютого 1984, місто Назарово, Красноярський край) — російська борчиня вільного стилю, срібна призерка чемпіонату світу, бронзова призерка чемпіонату Європи. Чемпіонка Росії 2009 року. Майстер спорту Росії міжнародного класу з вільної боротьби.

## Спортивні результати на міжнародних змаганнях

### Виступи на Чемпіонатах світу
| Змагання                        | Збірна | Вагова категорія          | Місце  |
| ------------------------------- | ------ | ------------------------- | ------ |
| Чемпіонат світу з боротьби 2008 | Росія  | жіноча боротьба, до 67 кг | 5      |
| Чемпіонат світу з боротьби 2009 | Росія  | жіноча боротьба, до 67 кг | Срібло |

### Виступи на Чемпіонатах Європи
| Змагання                         | Збірна | Вагова категорія          | Місце  |
| -------------------------------- | ------ | ------------------------- | ------ |
| Чемпіонат Європи з боротьби 2003 | Росія  | жіноча боротьба, до 67 кг | 5      |
| Чемпіонат Європи з боротьби 2009 | Росія  | жіноча боротьба, до 67 кг | Бронза |
| Чемпіонат Європи з боротьби 2012 | Росія  | жіноча боротьба, до 67 кг | 5      |

### Виступи на Кубках світу
| Змагання                    | Збірна | Вагова категорія          | Місце |
| --------------------------- | ------ | ------------------------- | ----- |
| Кубок світу з боротьби 2005 | Росія  | жіноча боротьба, до 72 кг | 5     |

### Виступи на інших змаганнях
| Змагання                                       | Збірна | Вагова категорія          | Місце  |
| ---------------------------------------------- | ------ | ------------------------- | ------ |
| Klippan Lady Open 2003                         | Росія  | жіноча боротьба, до 67 кг | Бронза |
| Тестовий турнір FILA 2004                      | Росія  | жіноча боротьба, до 67 кг | Золото |
| Klippan Lady Open 2007                         | Росія  | жіноча боротьба, до 67 кг | Бронза |
| Золотий Гран-прі з боротьби 2008               | Росія  | жіноча боротьба, до 67 кг | Золото |
| Гран-прі «Іван Яригін» 2009                    | Росія  | жіноча боротьба, до 67 кг | Срібло |
| Klippan Lady Open 2009                         | Росія  | жіноча боротьба, до 67 кг | Золото |
| Золотий Гран-прі з боротьби 2009               | Росія  | жіноча боротьба, до 67 кг | Срібло |
| Золотий Гран-прі з боротьби 2010 (Красноярськ) | Росія  | жіноча боротьба, до 67 кг | 5      |
| Золотий Гран-прі з боротьби 2010 (Баку)        | Росія  | жіноча боротьба, до 67 кг | Бронза |
| Золотий Гран-прі з боротьби 2011 (Красноярськ) | Росія  | жіноча боротьба, до 67 кг | Срібло |
| Гран-прі Туркуена з боротьби 2011              | Росія  | жіноча боротьба, до 67 кг | Срібло |
| Золотий Гран-прі з боротьби 2011 (Баку)        | Росія  | жіноча боротьба, до 67 кг | 8      |
| Відкритий чемпіонат Польщі з боротьби 2011     | Росія  | жіноча боротьба, до 67 кг | Срібло |
| Золотий Гран-прі з боротьби 2012 (Красноярськ) | Росія  | жіноча боротьба, до 67 кг | Срібло |
| Київський Міжнародний турнір з боротьби 2012   | Росія  | жіноча боротьба, до 67 кг | Бронза |
| Гран-прі «Іван Яригін» 2013                    | Росія  | жіноча боротьба, до 67 кг | Бронза |
| Турнір Дана Колова — Николи Петрова 2013       | Росія  | жіноча боротьба, до 67 кг | Золото |
| Гран-прі Німеччини з боротьби 2013             | Росія  | жіноча боротьба, до 67 кг | Бронза |
| Вогні Москви 2013                              | Росія  | жіноча боротьба, до 63 кг | Золото |
| Кубок Бразилії з боротьби 2013                 | Росія  | жіноча боротьба, до 63 кг | Золото |
| Гран-прі «Іван Яригін» 2014                    | Росія  | жіноча боротьба, до 63 кг | Срібло |
| Відкритий кубок Монголії з боротьби 2014       | Росія  | жіноча боротьба, до 63 кг | 5      |
| Гран-прі «Іван Яригін» 2016                    | Росія  | жіноча боротьба, до 69 кг | 7      |
| Чемпіонат Росії з боротьби 2017                | Росія  | жіноча боротьба, до 69 кг | Срібло |

### Виступи на змаганнях молодших вікових груп
| Змагання                                       | Збірна | Вагова категорія          | Місце  |
| ---------------------------------------------- | ------ | ------------------------- | ------ |
| Чемпіонат Європи з боротьби серед юніорів 2002 | Росія  | жіноча боротьба, до 68 кг | Бронза |
| Чемпіонат Європи з боротьби серед юніорів 2004 | Росія  | жіноча боротьба, до 67 кг | Золото |
| Чемпіонат світу з боротьби серед кадетів 1999  | Росія  | жіноча боротьба, до 49 кг | Золото |
| Чемпіонат Європи з боротьби серед кадетів 2000 | Росія  | жіноча боротьба, до 56 кг | Золото |
| Чемпіонат Європи з боротьби серед кадетів 2001 | Росія  | жіноча боротьба, до 65 кг | Бронза |